# Kleinschmidtklippen
Kleinschmidtklippen är en kulle i Antarktis. Den ligger i Östantarktis. Nya Zeeland gör anspråk på området. Toppen på Kleinschmidtklippen är 1 895 meter över havet, eller 16 meter över den omgivande terrängen. Bredden vid basen är 0,89 km.
Terrängen runt Kleinschmidtklippen är huvudsakligen kuperad, men åt sydväst är den bergig. Trakten är obefolkad. Det finns inga samhällen i närheten.